# Patricia Conde
Pour les articles homonymes, voir Conde.
Patricia Conde Galindo (Valladolid, 5 octobre 1979) est une actrice, comique, mannequin et présentatrice espagnole.

## Biographie
Elle a un frère aîné et un frère cadet (Nacho et Rubén Conde) et commence à travailler comme modèle à l'âge de 14 ans. Elle participe plus tard au Concours Miss Espagne et ensuite elle commence à travailler pour la télévision.[réf. nécessaire]
Elle s'est fait remarquer à ses débuts comme reporter en collaborant à El Informal, un programme humoristique télévisé connu, où elle a commencé à travailler après avoir reçu une proposition. Depuis sa carrière à la télévision n'a jamais cessé et on la voit dans la série Lady Kaña et dans des programmes comme Un Domingo Cualquiera (Un Dimanche comme les autres) et 7 días al desnudo.
Elle a fait aussi du théâtre et du cinéma ; comme actrice elle a travaillé dans le court-métrage La Kedada et le long métrage Tweester Links, ainsi que dans des œuvres théâtrales comme 5 mujeres.com. Depuis 2006 elle présente avec Ángel Martín le programme humoristique de La Sexta Sé lo que hicisteis… En 2009 elle a paru dans Saturday Night Live sur la Cuatro.

## Vie privée
Elle entretenu des relations amoureuses avec Carlos Moyá (2000-2003), ainsi qu'avec Dani Martín (2007-2009).
Mariée le 30 juin 2012 avec un chef d'entreprise majorquin, elle est maman d'un petit garçon. Leur divorce est annoncé le 7 février 2014. Il fait l'objet d'une procédure tumultueuse, autour des droits de visite de leur petit garçon.
Elle a connu une relation avec Ernesto Sevilla (2015-2016),

## Télévision
- El informal, (Telecinco)2000-2002
- El club de la comedia, Canal+
- Lady Kaña, TVE, 2004
- Un domingo cualquiera, TVE, 2004 avec Ramón García
- Nuestra mejor canción, TVE, 2004 avec Concha García Campoy
- Splunge, TVE, 2005
- 7 días al desnudo, Cuatro, 2005-2006
- Sé lo que hicisteis la última semana, la Sexta, 2006-2011, avec Ángel Martín
- Velvet Colección : Brigitte Bardot (2 épisodes-Saison 1)

## Théâtre
- 5 mujeres.com
- Noche de cómicos
- Los 39 escalones (adaptation de Les 39 marches d'Alfred Hitchcock)

## Filmographie
- La Kedada
- Tweester Links